# Gradey Dick
Pour les articles homonymes, voir Dick.
Gradey Reed Dick, né le 20 novembre 2003 à Wichita dans le Kansas, est un joueur américain de basket-ball. Il évolue aux postes d'arrière et d'ailier.

## Biographie
Gradey Dick naît le 20 novembre 2003 à Wichita, dans le Kansas. Il est le benjamin d'une fratrie de 4 enfants. Sa mère, Carmen, a joué au basket-ball à l'université d'État de l'Iowa, puis brièvement au Japon professionnellement. Son père, Bart Dick, a lui pratiqué le baseball et le football américain lors de ses années à la Fort Hays State University.
Adolescent, Gradey Dick joue au basket-ball à la Wichita Collegiate School (en). Lors de son année de sophomore, il compile 20,4 points, 5,0 rebonds, 2,3 passes décisives et 1,6 interceptions par match.
Chrétien de confession, Dick choisit de terminer ses études secondaires à là Sunrise Christian Academy.
Durant son ultime saison de lycéen, Gradey Dick est nommé meilleur joueur lycéen du pays par Gatorade en 2022 après avoir accumulé 17,9 points et 5,2 rebounds par match, et avoir mené son équipe à un palmarès de 26 victoires et 1 défaite.

### Carrière universitaire
Entre 2022 et 2023, il joue pour les Jayhawks du Kansas à l'université du Kansas. Lors du tournoi NCAA, il inscrit 19 points, prend 11 rebonds et réalise cinq passes décisives et trois interceptions au premier tour face aux Bisons d'Howard, les Jayhawks de Gradey Dick se font éliminer au tour suivant contre les Razorbacks de l'Arkansas.
Le 31 mars 2023, il annonce qu'il se présente à la draft 2023 de la NBA où il est attendu comme choix de loterie.

### Carrière professionnelle

#### Saison 2023-2024
Après avoir été sélectionné par les Raptors de Toronto en 13e position de la draft 2023 de la NBA, Gradey Dick connaît des débuts mitigés en NBA. Son temps de jeu limité et son inefficacité au tir lors des premières rencontres de la saison 2023-2024 l'amènent à être envoyé en NBA G League avec les Raptors 905 en novembre 2023.
Ce passage en ligue de développement lui permet de retrouver confiance et d’améliorer son jeu, notamment son adresse à trois points et sa défense. De retour en NBA, il profite des blessures au sein de l’effectif des Raptors de Toronto pour obtenir davantage de minutes sur le terrain. Son impact s’accroît progressivement, et il parvient à s’illustrer par ses performances en attaque, notamment grâce à son tir extérieur précis.
À la fin de la saison, plusieurs analystes soulignent la progression du joueur et son potentiel pour devenir un élément clé de la reconstruction des Raptors de Toronto. Son adaptation à la NBA et son développement au cours de sa saison rookie sont également mis en avant dans une analyse détaillée de Sportsnet.
Durant l'intersaison 2024, il attire également l'attention en dehors des terrains, en devenant l’un des visages d’une campagne publicitaire pour la marque Gillette, en compagnie d'une légende de la franchise de Toronto, en la personne de Tracy McGrady.

##### Anecdote: l’échange de maillots avec Anthony Black
Le 17 mars 2024, à l’issue d’un match entre les Raptors de Toronto et le Magic d'Orlando, Gradey Dick échange son maillot avec le meneur Anthony Black. La juxtaposition des noms – « Black » et « Dick » – visible sur une photo relayée par les comptes officiels du Magic, crée rapidement un buzz en ligne en raison de son caractère suggestif. Face à l’ampleur de la réaction, la franchise floridienne supprime rapidement la publication.
Gradey Dick revient quelques jours plus tard sur l’incident en expliquant qu’il connaissait Anthony Black depuis de nombreuses années, notamment via le circuit AAU et les compétitions lycéennes. Il confirme que l’échange était volontairement humoristique, assumant le clin d’œil fait à leurs noms respectifs.

#### Saison 2024-2025
Durant la Summer League 2024, Gradey Dick profite de l'occasion pour démontrer ses progrès et renforcer son rôle au sein des Raptors de Toronto. L’encadrement de la franchise met en avant son éthique de travail et sa volonté de s'imposer comme un joueur majeur pour l'équipe. Son tir extérieur et sa prise de décision s'améliorent, lui permettant d’avoir un impact plus marqué sur le jeu.
Lors des premières semaines de la Saison NBA 2024-2025, il continue à montrer des signes d’évolution et tourne aux alentours des 20 points de moyenne.
Son style de jeu évoque celui de l’ancien Raptor, Terrence Ross, mais avec un tir à trois points bien plus développé, au détriment d’un athlétisme légèrement en retrait. Dans la seconde moitié de saison, il se voit confier un rôle plus important au sein des Raptors de Toronto, principalement en raison des nombreuses blessures dans l'effectif. Cependant, son pic offensif retombe et sa production se stabilise : il dispute 54 matchs, avec une moyenne de 14,4 points par rencontre, soit près de six points de plus que la saison précédente. Il améliore également ses statistiques au rebond. Toutefois, son efficacité au tir reste inconstante : il tourne à environ 35 % à trois points et montre des difficultés à conclure près du cercle, réussissant seulement 45 % de ses lay-ups. Défensivement, il demeure en développement, son manque de puissance physique l’empêchant parfois de rivaliser avec des adversaires plus robustes. Sa saison est interrompue prématurément à cause d'une blessure au genou, mais il est pressenti pour un rôle en sortie de banc la saison suivante, notamment en raison du retour des titulaires blessés et de la volonté de l’équipe de stabiliser sa rotation.

## Palmarès

### Lycée
- McDonald's All-American en 2022
- Nike Hoop Summit en 2022

### Universitaire
- Second-team All-Big 12 en 2023
- Big 12 All-Newcomer Team en 2023
- Big 12 All-Freshman Team en 2023
- Gatorade National joueur de l'année en 2023

## Statistiques
gras = ses meilleures performances

### Universitaires
| Saison    | Équipe   | Matchs | Titul. | Min./m | % Tir | % 3pts | % LF | Rbds/m. | Pass/m. | Int/m. | Ctr/m. | Pts/m. |
| --------- | -------- | ------ | ------ | ------ | ----- | ------ | ---- | ------- | ------- | ------ | ------ | ------ |
| 2022-2023 | Kansas   | 36     | 34     | 32,8   | 44,2  | 40,3   | 85,4 | 5,14    | 1,67    | 1,44   | 0,25   | 14,08  |
| Carrière  | Carrière | 36     | 34     | 32,8   | 44,2  | 40,3   | 85,4 | 5,14    | 1,67    | 1,44   | 0,25   | 14,08  |

### Professionnelles
| Saison    | Équipe   | Matchs | Titul. | Min./m | % Tir | % 3pts | % LF | Rbds/m. | Pass/m. | Int/m. | Ctr/m. | Pts/m. |
| --------- | -------- | ------ | ------ | ------ | ----- | ------ | ---- | ------- | ------- | ------ | ------ | ------ |
| 2023–2024 | Toronto  | 60     | 17     | 21,1   | 42,5  | 36,5   | 86,3 | 2,2     | 1,1     | 0,6    | 0,0    | 8,5    |
| 2024–2025 | Toronto  | 54     | 54     | 29,4   | 41,0  | 35,0   | 85,8 | 3,6     | 1,8     | 0,9    | 0,2    | 14,4   |
| Carrière  | Carrière | 114    | 71     | 25,0   | 41,7  | 35,8   | 86,3 | 2,9     | 1,4     | 0,7    | 0,1    | 11,3   |

## Records sur une rencontre en NBA
Les records personnels de Gradey Dick en NBA sont les suivants, :
| Type de statistique        | Saison régulière | Saison régulière            | Saison régulière  |
| Type de statistique        | Record           | Adversaire                  | Date              |
| -------------------------- | ---------------- | --------------------------- | ----------------- |
| Points                     | 32               | @ Bucks de Milwaukee        | 12 novembre 2024  |
| Paniers marqués            | 13               | Lakers de Los Angeles       | 1er novembre 2024 |
| Paniers tentés             | 26               | Lakers de Los Angeles       | 1er novembre 2024 |
| Paniers à 3 points réussis | 6                | @ Nets de Brooklyn          | 10 avril 2024     |
| Paniers à 3 points tentés  | 14               | @ Nets de Brooklyn          | 10 avril 2024     |
| Lancers francs réussis     | 14               | @ Bucks de Milwaukee        | 12 novembre 2024  |
| Lancers francs tentés      | 16               | @ Bucks de Milwaukee        | 12 novembre 2024  |
| Rebonds offensifs          | 3                | 2 fois                      | 2 fois            |
| Rebonds défensifs          | 8                | @ Timberwolves du Minnesota | 3 avril 2024      |
| Rebonds totaux             | 8                | @ Timberwolves du Minnesota | 3 avril 2024      |
| Passes décisives           | 7                | @ Nuggets de Denver         | 11 mars 2024      |
| Interceptions              | 3                | 2 fois                      | 2 fois            |
| Contres                    | 2                | Cavaliers de Cleveland      | 23 octobre 2024   |
| Balles perdues             | 4                | 2 fois                      | 2 fois            |
| Minutes jouées             | 39               | @ Trail Blazers de Portland | 9 mars 2024       |

- Double-double : 0
- Triple-double : 0

Dernière mise à jour : 2 novembre 2024